# Disperis bolusiana
Disperis bolusiana är en orkidéart som beskrevs av Rudolf Schlechter. Disperis bolusiana ingår i släktet Disperis och familjen orkidéer.

## Underarter
Arten delas in i följande underarter:
- D. b. bolusiana
- D. b. macrocorys